# NGC 4545
NGC 4545 est une galaxie spirale barrée située dans la constellation du constellation du Dragon à une distance d'environ 42,0 ± 3,0 Mpc (∼137 millions d'al). NGC 4545 a été découverte par l'astronome germano-britannique William Herschel en 1790. Une seule supernova a été observée dans cette galaxie qui fait partie d'un groupe de galaxies qui porte son nom.

## Caractéristiques
La classe de luminosité de NGC 4545 est III-IV et elle présente une large raie HI.

### Distance
Sa vitesse par rapport au fond diffus cosmologique est de 2 850 ± 8 km/s, ce qui correspond à une distance de Hubble de 42,0 ± 3,0 Mpc (∼137 millions d'al).
À ce jour, 19 mesures non basées sur le décalage vers le rouge (redshift) donnent une distance de 36,247 ± 7,136 Mpc (∼118 millions d'al), ce qui est à l'intérieur des valeurs de la distance de Hubble.

## Supernova
La supernova SN 1940D a été découverte dans NGC 4545 le 25 juillet 1940 par un dénommé Johnson. Le type de cette supernova n'a pas été déterminé.

## Groupe de NGC 4545
NGC 4545 est la galaxie la plus brillante d'un groupe de galaxies qui porte son nom. Le groupe de NGC 4545 compte au moins cinq membres. Les quatre autres galaxies du groupe sont NGC 4510, NGC 4521, UGC 7848 et UGC 7941. NGC 4512 figure aussi dans la liste de Garcia, mais il s'agit de la même galaxie que NGC 4521. Abraham Mahtessian mentionne aussi ce groupe, mais il n'y figure que trois galaxies, soit NGC 4510, NGC 4521 et NGC 4545.